# Ингольд, Феликс Филипп
Феликс Филипп Ингольд (нем. Felix Philipp Ingold,  22 июля 1942, Базель) – швейцарский филолог-славист, поэт, переводчик, публицист. Пишет на немецком языке.

## Биография
Учился в Базельском университете, в Сорбонне. Работал и публиковался в швейцарской и немецкой прессе, выступал на швейцарском радио. По стипендии учился в Брно и Праге. В 1969 был корреспондентом швейцарских газет в СССР, Польше, Чехословакии, работал в посольстве Швейцарии в Москве. Ординарный профессор культурной и социальной истории России в университете Санкт-Галлена (в настоящее время – в отставке). Член Wissenschaftskolleg в Берлине.
Живет в Цюрихе и Роменмуатье (кантон Во).

## Творчество
Автор многочисленных стихотворных книг, сборников публицистики и эссеистики. Переводил стихотворения Дж. М. Хопкинса, Аполлинера, Э. Жабеса, Ф. Понжа, Р. Шара, П. Элюара, Я. Скацела, А.И. Введенского, Б. Пастернака, М. Цветаевой, О. Мандельштама, И.Бродского, Г. Айги, В. Козового и др., философскую и публицистическую прозу, научные труды (Н. Бердяева, Р. Якобсона, А. Солженицына).

## Признание
Премия Петрарки за перевод (1989), премия Эрнста Яндля (2003), премия за поэтический перевод (Эрланген, 2005) и др.

## Переводы на русский язык
- Стихи Ф.Ингольда в переводах Галины Куборской-Айги
- Стихи Ф.Ингольда в переводах Ильи Кутика